# Krzysztof Grzegorek
Krzysztof Józef Grzegorek (Sieradz; 5 de Maio de 1961 — ) é um político da Polónia. Ele foi eleito para a Sejm em 25 de Setembro de 2005 com 8730 votos em 33 no distrito de Kielce, candidato pelas listas do partido Platforma Obywatelska.